# Massimo Zappino
Massimo Zenildo Zappino (Pesqueira, 12 giugno 1981) è un allenatore di calcio e calciatore brasiliano naturalizzato italiano, portiere e preparatore del portieri del  Siracusa.

## Biografia
Nato nelle favelas di Pesqueira, nello Stato brasiliano di Pernambuco, da genitori poverissimi, all'età di 9 anni viene adottato da una coppia di farmacisti, Maria Cristina e Gaetano Zappino, originari di Palazzolo Acreide ma residenti a Siracusa, anticipando una coppia inglese che ne aveva fatta richiesta ed acquisisce così anche la cittadinanza italiana.
È sposato ed ha tre figli: la primogenita di nome Vittoria e due gemelli, Diego e Perla.

## Carriera
Nella città aretusea inizia a muovere i primi passi da calciatore giocando come attaccante nelle file della polisportiva Libertas Rari nantes, fino a quando – mancando il portiere – viene provato in tale ruolo.
A 18 anni va a giocare nelle giovanili del Catania; quindi, passa all'Acireale. Nel gennaio del 2002 viene ingaggiato dalla Nocerina come secondo portiere. Nella stagione 2003-2004, alla decima giornata del campionato di Serie C2 viene chiamato a sostituire il titolare della squadra campana Cilumbriello nella partita contro il Frosinone, effettuando diversi interventi decisivi, tra cui un rigore parato. Da quel momento collezionerà 25 presenze e diventerà il portiere titolare della squadra rossonera almeno fino a quando, nell'estate del 2004, non viene acquistato proprio dalla compagine giallazzurra, neopromossa in Serie C1. A Frosinone rimane dal 2004 al 2007, anni durante i quali si ritaglia un posto da titolare e debutta in Serie B nel primo anno in cadetteria della storia frusinate.
Nel 2007 approda in Serie A, al ChievoVerona, ma non scenderà mai in campo. Successivamente, dopo aver girovagato fra diversi club di C1, nel 2010 viene acquistato dal Varese, in Serie B, dove disputerà i play-off per la promozione in serie A.
Nell'agosto 2011 viene ingaggiato dal Vaslui, squadra militante nella massima serie rumena, dove trova poco spazio.
Nel mese di gennaio del 2012, durante la sessione invernale del calciomercato, conclude la sua breve esperienza in Romania e ritorna in Italia, tornando al Frosinone dove aveva già militato per tre anni in passato. Nel marzo 2013 viene squalificato per 4 giornate per aver esibito una maglietta offensiva contro i tifosi del Latina al termine del derby vinto 2-1. Al termine del campionato di Lega Pro 2013-2014, Zappino e il Frosinone ritornano in Serie B come avvenuto 8 anni prima. Il 16 maggio 2015 para un calcio di rigore nella partita della prima matematica promozione gialloblu in Serie A (Frosinone-Crotone 3-1).
Il 31 maggio 2015, in seguito alla prima storica promozione in Serie A del club giallazzurro, diventa cittadino onorario di Frosinone insieme al resto della squadra.
Si piazza 2º nella Top 15 dei portieri di Serie B secondo una classifica stilata dalla Lega Serie B. Nelle prime due giornate del campionato di Serie A 2015-2016 va in panchina come vice di Nicola Leali, ma retrocede a terzo portiere con l'arrivo di Lys Gomis nell'ultimo giorno del mercato estivo. Il 1º novembre 2015, all'undicesima giornata, esordisce in serie A titolare in Fiorentina-Frosinone 4-1, venendo preferito a Leali, e si rende protagonista di una buona prova nonostante i quattro gol subiti. Poco più di due mesi dopo, il 10 gennaio 2016, colleziona la sua seconda presenza in Serie A partendo titolare contro il Napoli tra le mura amiche, ma la sfida terminerà 1-5 in favore dei partenopei.
Dopo aver appeso gli scarpini al chiodo nel 2018 ed intrapreso un ruolo nelle giovanili del Frosinone, decide di accettare nell'agosto 2019 la proposta del Siracusa, squadra della sua città, militante nel campionato di Promozione per via del fallimento, dopo diversi anni trascorsi in terza serie. Zappino così facendo, accetta di tornare a giocare, con l'intento di contribuire alla risalita del club, indossando per la prima volta in carriera la maglia della propria città. Il 2 settembre, il club comunica la risoluzione consensuale con il calciatore, per i problemi fisici emersi durante i controlli fisici, dati da una pregressa pubalgia.
IL 16 settembre 2022 accetta la proposta del Real Siracusa di tornare a giocare, ricoprendo il doppio ruolo di portiere-allenatore dei portieri del club biancorosso nel campionato di Eccellenza.

## Statistiche

### Presenze e reti nei club
| Stagione         | Squadra          | Campionato       | Campionato | Campionato | Coppe nazionali | Coppe nazionali | Coppe nazionali | Coppe continentali | Coppe continentali | Coppe continentali | Altre coppe | Altre coppe | Altre coppe | Totale | Totale |
| Stagione         | Squadra          | Comp             | Pres       | Reti       | Comp            | Pres            | Reti            | Comp               | Pres               | Reti               | Comp        | Pres        | Reti        | Pres   | Reti   |
| ---------------- | ---------------- | ---------------- | ---------- | ---------- | --------------- | --------------- | --------------- | ------------------ | ------------------ | ------------------ | ----------- | ----------- | ----------- | ------ | ------ |
| 2004-2005        | Frosinone        | C1               | 15+2       | -18 + -5   | CI-C            | 2               | -1              | -                  | -                  | -                  | -           | -           | -           | 19     | -24    |
| 2005-2006        | Frosinone        | C1               | 31+4       | -35 + -0   | CI+CI-C         | 1+0             | 0               | -                  | -                  | -                  | -           | -           | -           | 36     | -35    |
| 2006-2007        | Frosinone        | B                | 29         | -34        | CI              | 1               | -3              | -                  | -                  | -                  | -           | -           | -           | 30     | -37    |
| 2007-gen. 2008   | Chievo           | B                | 0          | 0          | CI              | 0               | 0               | -                  | -                  | -                  | -           | -           | -           | 0      | 0      |
| gen.-giu. 2008   | Pro Sesto        | C1               | 14         | -12        | CI-C            | -               | -               | -                  | -                  | -                  | -           | -           | -           | 14     | -12    |
| 2008-gen. 2009   | Foggia           | 1D               | 0          | 0          | CI+CI-LP        | 1+0             | 0               | -                  | -                  | -                  | -           | -           | -           | 1      | 0      |
| gen.-giu. 2009   | Lecco            | 1D               | 14+2       | -13 + -0   | CI-LP           | -               | -               | -                  | -                  | -                  | -           | -           | -           | 16     | -13    |
| 2009-2010        | Como             | 1D               | 15         | -16        | CI+CI-LP        | 0+2             | -7              | -                  | -                  | -                  | -           | -           | -           | 17     | -23    |
| 2010-2011        | Varese           | B                | 33+2       | -21 + -4   | CI              | -               | -               | -                  | -                  | -                  | -           | -           | -           | 35     | -25    |
| 2011-gen. 2012   | Vaslui           | Liga I           | 0          | 0          | CR              | 0               | 0               | UEL                | 0                  | 0                  | -           | -           | -           | 0      | 0      |
| gen.-giu. 2012   | Frosinone        | 1D               | 12         | -11        | CI+CI-LP        | -               | -               | -                  | -                  | -                  | -           | -           | -           | 12     | -11    |
| 2012-2013        | Frosinone        | 1D               | 25         | -25        | CI+CI-LP        | 0               | 0               | -                  | -                  | -                  | -           | -           | -           | 25     | -25    |
| 2013-2014        | Frosinone        | 1D               | 26+5       | -20 + -3   | CI+CI-LP        | 4+0             | -3              | -                  | -                  | -                  | -           | -           | -           | 35     | -26    |
| 2014-2015        | Frosinone        | B                | 25         | -23        | CI              | 1               | 0               | -                  | -                  | -                  | -           | -           | -           | 24     | -23    |
| 2015-2016        | Frosinone        | A                | 4          | -14        | CI              | 0               | 0               | -                  | -                  | -                  | -           | -           | -           | 4      | -14    |
| 2016-2017        | Frosinone        | B                | 3          | -2         | CI              | 1               | 0               | -                  | -                  | -                  | -           | -           | -           | 4      | -2     |
| 2017-2018        | Frosinone        | B                | 1          | -2         | CI              | 2               | -3              | -                  | -                  | -                  | -           | -           | -           | 3      | -5     |
| Totale Frosinone | Totale Frosinone | Totale Frosinone | 171+11     | -184 + -8  |                 | 12              | -10             |                    | -                  | -                  |             | -           | -           | 194    | -202   |
| Totale carriera  | Totale carriera  | Totale carriera  | 247+15     | -246 + -12 |                 | 15              | -17             |                    | 0                  | 0                  |             | -           | -           | 277    | -275   |